# Artur Hazelius

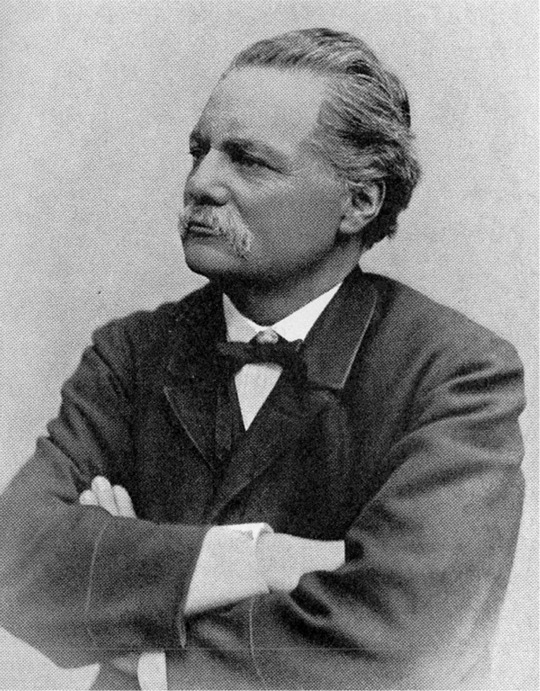
Artur Hazelius – Foto von Emil Hildebrand, Sveriges historia intill tjugonde seklet (1910)

Artur Immanuel Hazelius (* 30. November 1833 in Stockholm; † 27. Mai 1901 ebenda) war ein schwedischer Philologe und Ethnograph. Bekannt wurde er als Gründer des Nordiska Museet und des Freilichtmuseums Skansen in Stockholm.

## Leben
Artur Hazelius’ Vater war Offizier und Politiker und seine Mutter entstammte einem schwedischen Adelsgeschlecht. Nach seiner Ausbildung an der Universität von Uppsala konnte Artur 1860 den Doktortitel im Bereich Philologie erlangen. Danach war er eine Zeit als Lehrer und Lektor für das höhere Lehrerseminar in Stockholm tätig. Anschließend schrieb er mehrere Lehrbücher über Rechtschreibung.
Hazelius Interesse für Ethnographie wurde schon in seiner Kindheit geweckt. Sein Vater war der Meinung, dass der junge Hazelius alle Regionen seines Landes kennenlernen sollte. So ließ er Artur mehrere Reisen zu Verwandten in ganz Schweden unternehmen. Artur lernte dabei eine Vielzahl von Volkstrachten kennen und legte eine Sammlung von Gegenständen aus den verschiedenen Volksgruppen an.  Für die Dioramenen seiner Sammlung verwendete er die Fotografien der schwedischen Fotografin Lotten von Düben. Diese skandinavisch-ethnographische Sammlung bildete den Grundpfeiler des Nordischen Museums, nachdem sie 1880 von Hazelius an den schwedischen Staat übergeben wurde. Auch zur Weltausstellung in Paris trug Hazelius mit einigen Exponaten aus seiner Sammlung bei.
Danach interessierte sich Hazelius für ältere Bauernhäuser. Er kaufte verschiedene Gebäude und ließ 1891 auf einem Hügel der Stockholmer Insel Djurgården das zweite Freilichtmuseum der Welt errichten. Seine Inspiration hatte er vom Freilichtmuseum aus Oslo (damals Kristiania), das 1881 von König Oskar II. eingeweiht wurde. Das neue Skansen-Museum in Stockholm erreichte schnell Beliebtheit in der schwedischen Hauptstadt. Hazelius wollte darin auch pädagogisch wirken und zeigte dort die gesamte schwedische Kultur.
Nachdem Hazelius’ Frau, Sofia Elisabet, 1874 gestorben war, zog er sich mehr und mehr aus der Öffentlichkeit zurück. Seine letzten Jahre verbrachte er in selbstgewählter Einsamkeit in einem Haus auf dem Gelände des Skansen. Auch seine letzte Ruhestätte befindet sich auf dem Gelände des Freilichtmuseums.